# Velo Challenge
Die Velo Challenge ist ein Radrennen in und um die niedersächsische Landeshauptstadt Hannover. Das Jedermannrennen steht allen Menschen offen und ist das größte Radrennen von Hobbysportlern in Niedersachsen. Schirmherren sind Regionspräsident Steffen Krach und Oberbürgermeister Belit Onay. Die Strecken sind rund 67 km oder 116 km lang und werden von einem bunten Rahmenprogramm für die ganze Familie begleitet. Startpunkt ist in der Regel der Maschsee.

## Geschichte
Die Idee für die Velo Challenge stammte von dem Initiator der Nacht von Hannover, Reinhard Kramer, und Detlef Rehbock, Geschäftsführer der Soulstyle GmbH und heute Veranstalter des Rennens.

### Velo Challenge 2010
Am 26. und 27. Juni 2010 fand die erste Velo Challenge statt. Das Wochenende begann am Samstag mit einer Radsportmesse, einer „Action Bike-Show“ und einem Bühnenprogramm von Hit-Radio Antenne. Für das Rennen auf den 60 km oder 110 km langen Strecken am Sonntag hatten sich rund 2.000 Teilnehmer angemeldet.

### Velo Challenge 2011
Im Juni 2011 starteten am Rudolf-von-Bennigsen-Ufer am Maschsee rund 2.700 Teilnehmer. Schnellster Radler über die 60 km lange Strecke, die von Hannover über Pattensen, Bennigsen und Bredenbeck am Deister und zurück führte, war Daniel Knyss mit einer Stunde, 37 Minuten und 15 Sekunden.
Die 110 km lange Strecke führte über den Nienstedter Pass am Deister bis nach Bad Münder. Sieger war der Niederländer Dann van den Berg mit drei Stunden, zwei Minuten und sieben Sekunden.
An einem Rundkurs für Schüler rund um den Maschpark nahmen 2011 jedoch nur zehn Kinder teil, obwohl Detlef Rohbock, der Veranstalter des Rennens, zuvor sämtliche Schulen Hannovers angeschrieben und zur Teilnahme eingeladen hatte. Acht teilnehmende Schüler kamen vom Radsportverein Etelsen in der Nähe von Verden.

### Velo Challenge 2012
Die Velo Challenge 2012 war für Samstag, den 16., und Sonntag, den 17. Juni angekündigt. Integriert wurde die Deutsche Hochschulmeisterschaft DHM Rennrad.
Als Rahmenprogramm gab es eine Radsportmesse Neuheiten, ein „E-Bike-Parcours“ zum kostenlosen Test neuer Modelle und eine Erlebnis-Radrennbahn mit echten Bahnrädern. Am Samstagabend von 20 bis 22 Uhr konnte – in diesem Fall ohne Anmeldung – vom Nordufer des Maschsees an der Velo City Night teilgenommen werden.